# James Cossins
James Cossins (* 4. Dezember 1933 in Beckenham, Kent; † 12. Februar 1997 in Hampshire) war ein britischer Schauspieler.

## Leben
Cossins absolvierte seine Schauspielausbildung an der renommierten RADA, wo er für seine künstlerischen Leistung mit der Silbermedaille seines Abschlussjahrgangs ausgezeichnet wurde. Zu seinen Bühnenstationen zählten Farnham, Ipswich, Hull und das Nottingham Theatre. 1961 gab er sein Schauspieldebüt am Londoner West End, wo er einige Jahre lang am Royal Court und am Old Vic Erfolge in Stücken von John Osborne und Frank Wedekind feiern konnte. Allerdings reichte das Repertoire des großen Mimen mit dem distinguierten Schnauzbart und der vollen Stimme, der geradezu für die Darstellung von Vertretern staatlicher und militärischer Autoritäten prädestiniert zu sein schien, von komischen über ernsten bis hin zu tragischen Rollen. Er spielte den „Falstaff“ in William Shakespeares Lustigen Weibern von Windsor, den „Peachum“ in Bert Brechts Dreigroschenoper und den Sir Francis Chesney in Charleys Tante.
1965 gab Cossins in John Schlesingers Darling sein Spielfilmdebüt. Es folgten Filmrollen in Produktionen unterschiedlicher Genres, in der Cossins zwar oft stereotyp in Rollen von Richtern und Offizieren besetzt wurde, aber nie seine Darstellung zu einer bloßen Karikatur werden ließ. Er spielte in Richard Attenboroughs epischer Gandhi-Biographie, im James-Bond-Thriller Der Mann mit dem goldenen Colt, neben Sean Connery in Der große Eisenbahnüberfall, aber auch in Horrorfilmen wie Der Tunnel der lebenden Leichen.
Darüber hinaus fand er ein umfangreiches Betätigungsfeld im Fernsehen, wo er gleichermaßen in Literaturverfilmungen wie Dombey and Son und The Pickwick Papers (nach Charles Dickens), aber auch in Serien wie John Cleeses Fawlty Towers (als Mr. Walt in der Folge The Hotel Inspectors) oder Der Doktor und das liebe Vieh (als Pharmavertreter Mr. Barge) zu sehen war.
Ab 1982 verschlechterte sich seine Gesundheit, sodass seine Auftritte in Film, Fernsehen und Theater rar wurden. James Cossins starb am 12. Februar 1997 im Alter von 63 Jahren an einem Herzleiden.

## Filmografie
- 1962–1975: Z Cars
- 1962: Compact
- 1965: Darling
- 1965: Coronation Street (Fernsehserie, 1 Folge)
- 1982: Der Aufpasser (Minder, Fernsehserie, 1 Folge)
- 1967: Privileg
- 1968: Die Giftspritze (The Anniversary)
- 1968: Bestien lauern vor Caracas (The Lost Continent)
- 1969: Ein Pechvogel namens Otley (Otley)
- 1969: Mit Schirm, Charme und Melone (The Avengers, Fernsehserie, 1 Folge)
- 1970: Paul Temple (Fernsehserie, 1 Folge)
- 1970: The Rise and Rise of Michael Rimmer
- 1970: Scrooge
- 1971: Das Grab der blutigen Mumie (Blood From The Mummy's Tomb)
- 1972: The Fear – Angst in der Nacht (Fear in the Night)
- 1972: Tunnel der lebenden Leichen (Death Line)
- 1972: Callan (Fernsehserie, 1 Folge)
- 1972: Emmerdale Farm (Fernsehserie, 1 Folge)
- 1973: Hitler – Die letzten zehn Tage (Hitler: The Last Ten Days)
- 1973: Thriller (Fernsehserie, 1 Folge)
- 1973: Van der Valk (Fernsehserie, 1 Folge)
- 1974: Der Mann mit dem goldenen Colt (The Man With The Golden Gun)
- 1976: Die Füchse (The Sweeney, Fernsehserie, 1 Folge)
- 1979: Der große Eisenbahnraub (The Great Train Robbery)
- 1980: Warum haben sie nicht Evans gefragt? (Why Didn't They Ask Evans?)
- 1980, 1988: Der Doktor und das liebe Vieh (All Creatures Great and Small, Fernsehserie, 2 Folgen)
- 1981: Der Fluch der Sphinx (Sphinx)
- 1982: Bekenntnisse des Hochstaplers Felix Krull
- 1982: Gandhi
- 1983: Dombey & Son
- 1984: Sherlock Holmes und die Maske des Todes (Sherlock Holmes and the Masks of Death)
- 1993: Unnatural Causes